# Li Yu (937-978)
Pour les articles homonymes, voir Li Yu et Li.
Dans ce nom, le nom de famille, Li (李), précède le nom personnel.
Li Yu (chinois: 李煜; c. 937- 15 août 978), avant 961 connu sous le nom de Li Congjia (李从嘉), également connu sous le nom de Li Houzhu (李后主; littéralement «le dernier souverain Li»), était le troisième et dernier souverain de l'État des Tang du Sud pendant la période des cinq dynasties et des dix royaumes de la Chine impériale. Il régna de 961 à 976, où il fut capturé par les armées d'invasion de la dynastie Song qui annexèrent son royaume. Considéré comme un  souverain, il était un poète lyrique représentatif de son époque, au point même d'avoir été appelé «le premier vrai maître» de la forme Ci. (Zhan, J)

## Biographie
Li Yu (chinois: 李煜; c. 937- 15 août 978), avant 961 connu sous le nom de Li Congjia (李从嘉), également connu sous le nom de Li Houzhu (李后主; littéralement «le dernier souverain Li»), était le troisième et dernier souverain de l'État des Tang du Sud pendant la période des cinq dynasties et des dix royaumes de la Chine impériale. Il régna de 961 à 976, où il fut capturé par les armées d'invasion de la dynastie Song qui annexèrent son royaume. Considéré comme un  souverain, il était un poète lyrique représentatif de son époque, au point même d'avoir été appelé «le premier vrai maître» de la forme Ci. (Zhan, J)
Il est fait prisonnier en 975, à l'avènement des Song.
Avec ses poèmes chantés ci, Li Yu fait partie des poètes les plus réputés dans ce genre. Ses ci, après avoir eu pour thème la vie raffinée de la cour, évoquèrent la tristesse de ses dernières années en captivité.

## Réalisation
Bien que Li Yu ait été considéré comme un grand explorateur et créateur de la forme poétique Ci qui est souvent caractérisée comme la poésie de la dynasty Song, il est difficile de le catégoriser comme un poète Song: l'État Tang du Sud est plus d'une continuation de Tang qu'un précurseur du côté Song de la division de l'histoire de la transition Tang-Song, qui est également connue sous le nom de période des cinq dynasties et des dix royaumes (Bryant, D).   Li Yu représente à la fois un poète qui continue la tradition de la poésie Tang, ainsi que le style poétique Ci qui est si particulièrement associé à la poésie Song. Li Yu a consacré une grande partie de son temps au plaisir et à la littérature, et cela se reflète dans ses premiers poèmes. Sa deuxième phase semble avoir été le développement d'un style encore plus triste après la mort de sa femme, en 964. Ses poèmes les plus connus et les plus tristes ont été composés pendant les années de sa captivité (Pannam, C).